# Richfield (Idaho)
Richfield – miasto w Stanach Zjednoczonych, w stanie Idaho, w hrabstwie Lincoln.